# Grayson (Kentucky)
Grayson is een plaats (city) in de Amerikaanse staat Kentucky, en valt bestuurlijk gezien onder Carter County.

## Demografie
Bij de volkstelling in 2000 werd het aantal inwoners vastgesteld op 3877.
In 2006 is het aantal inwoners door het United States Census Bureau geschat op 3981, een stijging van 104 (2,7%).

## Geografie
Volgens het United States Census Bureau beslaat de plaats een oppervlakte van
6,5 km², geheel bestaande uit land. Grayson ligt op ongeveer 193 m boven zeeniveau.

## Plaatsen in de nabije omgeving
De onderstaande figuur toont nabijgelegen plaatsen in een straal van 28 km rond Grayson.